# Капријати А Волтурно
Капријати А Волтурно је насеље у Италији у округу Казерта, региону Кампанија.
Према процени из 2011. у насељу је живело 1195 становника. Насеље се налази на надморској висини од 283 м.

## Становништво
| 1951. | 1961. | 1971. | 1981. | 1991. | 2001. | 2011. |
| ----- | ----- | ----- | ----- | ----- | ----- | ----- |
| 1.843 | 2.079 | 1.872 | 1.791 | 1.746 | 1.647 | 1.594 |